# Хитров, Михаил Дмитриевич
Михаил Дмитриевич Хитров (1913, Верхний Карачан, Грибановский район — 10 февраля 1969) — советский хозяйственный, государственный и политический деятель.

## Биография
Родился в 1913 году в селе Верхний Карачан. Член ВКП(б).
С 1930 года — на хозяйственной, общественной и политической работе. В 1930—1969 гг. — агроном совхоза, заведующий Сельскохозяйственным отделом редакции газеты, председатель районной плановой комиссии, в РККА, на сельскохозяйственной работе в Воронежской области, на партийной работе, 1-й секретарь Вейделевского районного комитета ВКП(б), секретарь Белгородского областного комитета КПСС, председатель Исполнительного комитета Белгородского сельского областного, областного Совета.
Избирался депутатом Верховного Совета РСФСР 6-го и 7-го созывов.
Умер в 1969 году.